# Elend (Harz)
Elend is een plaats en voormalige gemeente (thans een deelgemeente van Oberharz am Brocken) in de Duitse deelstaat Saksen-Anhalt, gelegen in de Landkreis Harz. Elend telt 514 inwoners.

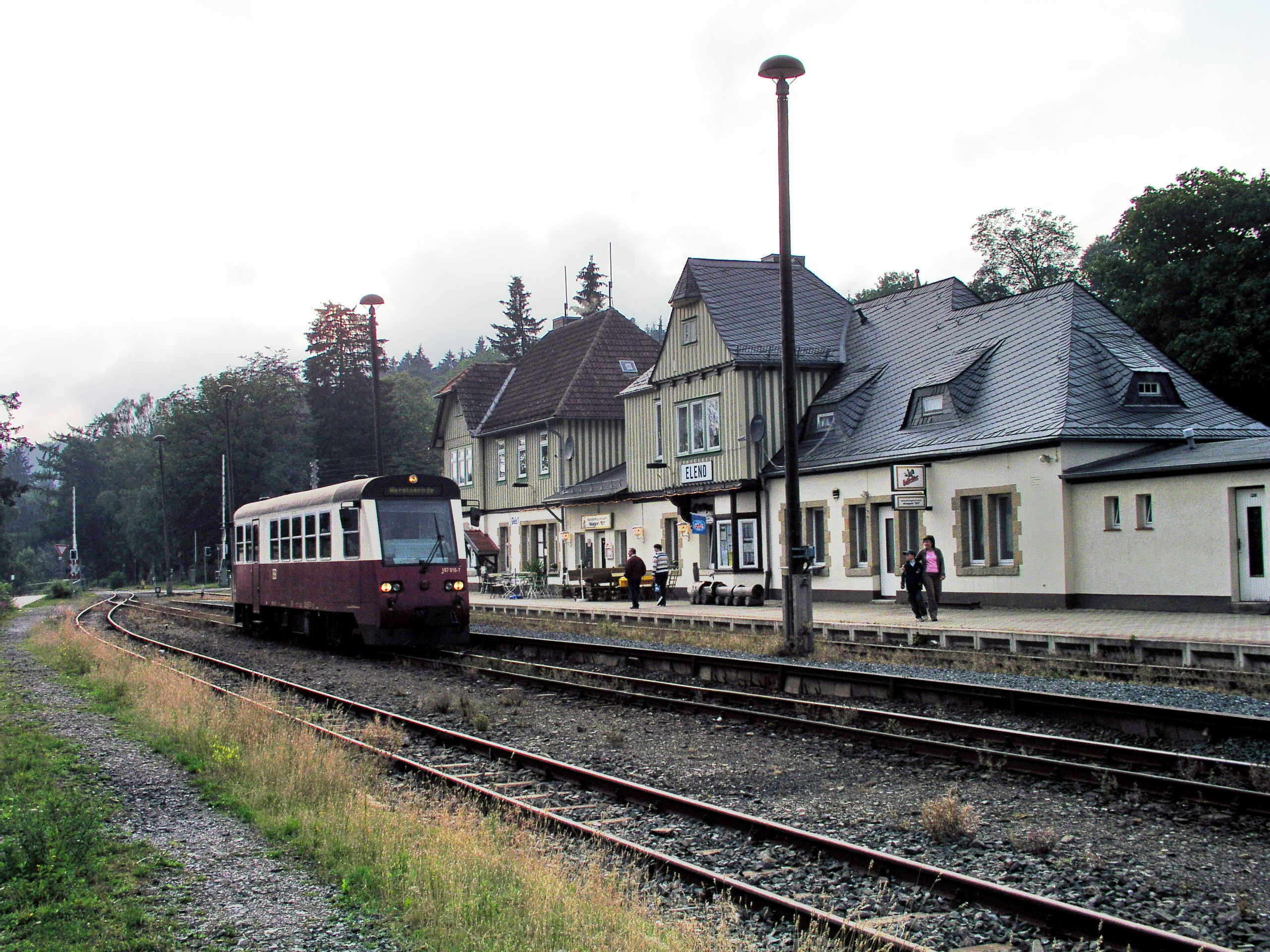
Station aan de Harzquerbahn

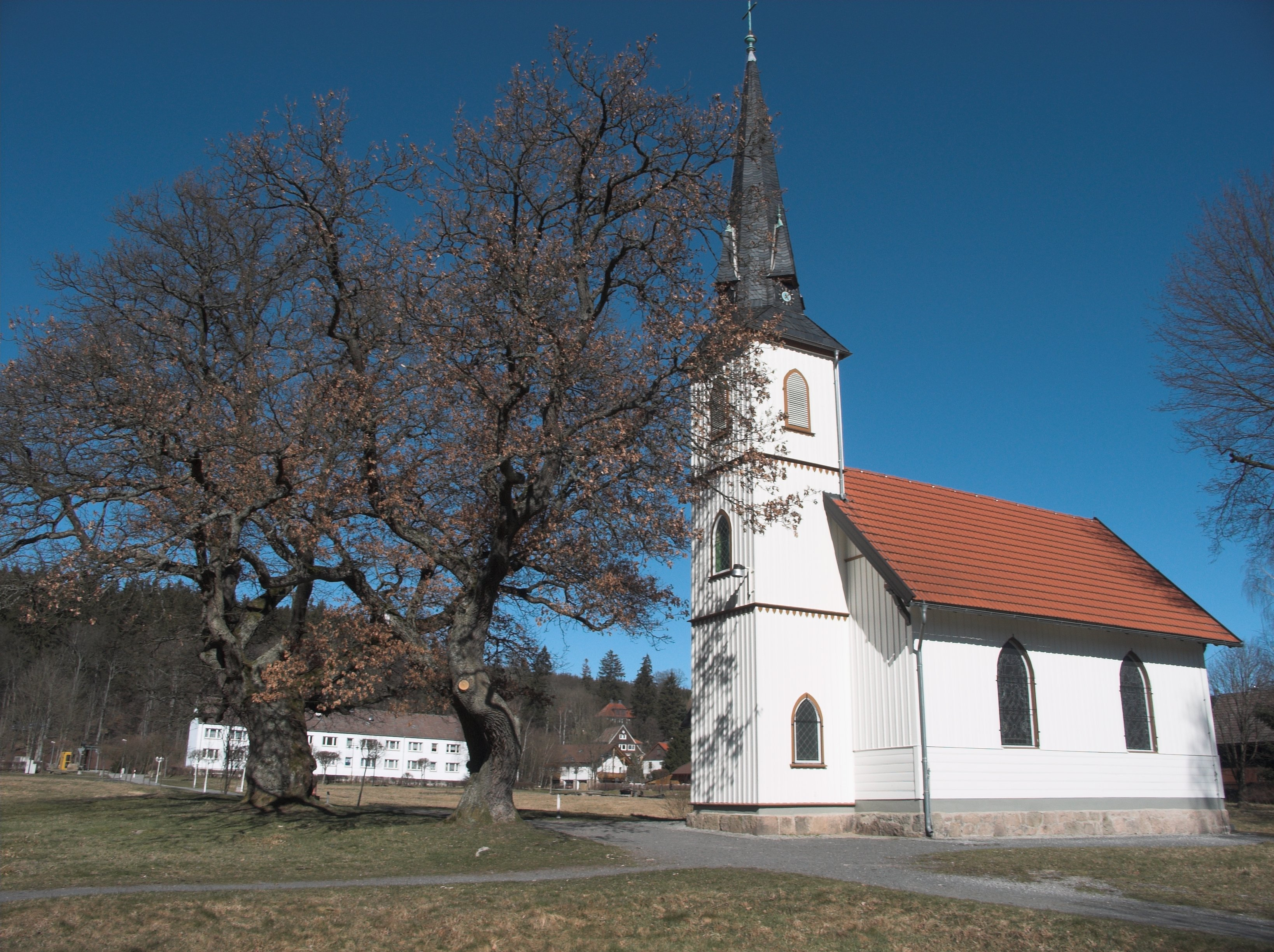
Kerkje in Elend

Elend lag tussen 1945 en 1990 in de DDR nabij de Duits-Duitse grens en was voor buitenstaanders zonder toestemming niet toegankelijk. Elend is een toeristenbestemming en heeft een station aan de Harzquerbahn.
Het kerkje van Elend is met een vloeroppervlak van 55 m2 de kleinste houten kerk van Duitsland.